# Institut für Musikwissenschaft der Universität Leipzig
Das Institut für Musikwissenschaft der Universität Leipzig ist ein Bildungs- und Forschungsinstitut innerhalb der Fakultät für Geschichte, Kunst- und Regionalwissenschaften. Es wurde 1908 als Collegium musicum von Hugo Riemann gegründet.

## Geschichte und Ausstrahlung
Schon in der zweiten Hälfte des 19. Jahrhunderts wurde Musikwissenschaft als Lehrfach an der Philosophischen Fakultät der Leipziger Universität angeboten. Für ihre institutionelle Anerkennung setzte sich der seit 1895 in Leipzig lehrende Hugo Riemann ein. Im Jahr 1908 erfolgte die Gründung des Instituts unter dem Namen Collegium musicum mit Riemann als erstem Direktor. Unter dem Direktorat von Theodor Kroyer gelang es 1926, die Instrumentensammlung des Musikhistorischen Museums von Wilhelm Heyer aus Köln anzukaufen, die den Grundstock des 1929 eröffneten Museums für Musikinstrumente der Universität Leipzig bildet. Von 1955 bis 1993 erfolgte am Institut für Musikwissenschaft auch die Ausbildung im Fach Musikpädagogik.
Einige Publikationen von Mitarbeitern und Lehrenden des Instituts erlangten internationale Anerkennung, genannt seien als Beispiele: Hugo Riemanns Musiklexikon, die 1961 begonnene Standardreihe Musikgeschichte in Bildern, die von 1978 an veröffentlichten Fachkataloge des Museums für Musikinstrumente sowie die derzeit noch laufende Edition der Briefe Felix Mendelssohn Bartholdys.

## Lehre und Forschung
Am Institut wird ein sechssemestriger Bachelorstudiengang und ein viersemestriger Masterstudiengang im Fach Musikwissenschaft angeboten. Beide Studiengänge sind auf eine breite Ausbildung hin orientiert und basieren auf den Hauptsäulen Historische Musikwissenschaft, Systematische Musikwissenschaft, Tonsatz/Komposition und Instrumentenkunde/Akustik. Zusätzlich besteht die Möglichkeit, Musikwissenschaft als Wahlfach im Rahmen des Bachelor-Studiums zu belegen.
In den Tonsatz- und Kompositionskursen am Institut bildet das internationale zeitgenössische Schaffen einen Schwerpunkt und es stellen regelmäßig Komponisten ihre Werke vor. Seit etwa 2007 findet außerdem eine vertiefte Auseinandersetzung mit der Musik der DDR statt. Das Institut arbeitet in der Lehre eng verzahnt mit dem Museum für Musikinstrumente der Universität Leipzig zusammen, was für die Studierenden eine Spezialisierung auf Instrumentenkunde ermöglicht. Eine ständige Kooperation besteht auch mit dem Bach-Archiv Leipzig, das seit 2008 ein An-Institut der Universität Leipzig ist.
Forschungsschwerpunkte des Instituts liegen in der Musikgeschichte des 19. und 20. Jahrhunderts (besonders Musikgeschichte Mittel- und Osteuropas, Kirchenmusik, Repertoire- und Kulturtransferforschung) sowie in der systematischen Musikwissenschaft (besonders musikalische Metropolenforschung, Musik als Wissensform, musikalische Spiel- und Handlungstheorien). Am Institut angesiedelt ist die Edition der Briefe Felix Mendelssohn Bartholdys.

## Bekannte Lehrende
- Hugo Riemann
- Arnold Schering
- Hermann Abert
- Theodor Kroyer
- Helmut Schultz
- Udo Klement
- Rudolf Eller
- Hans Grüß
- Heinrich Besseler
- Eberhardt Klemm
- Wilhelm Seidel
- Helmut Loos

## Am Institut lehrende Komponisten
- Fritz Geißler
- Fred Lohse
- Hansgeorg Mühe
- Herbert Schramowski
- Karl Ottomar Treibmann
- Bernd Franke

(Quelle:)